# Love Life
Love Life är det sjätte studioalbumet av den kanadensiska singer-songwritern Tamia. Albumet gavs ut 9 juni 2015 via skivbolaget Def Jam och blev hennes första utgivning på ett större skivbolag sedan More 2004. Hennes samarbete med låtskrivare och musikproducenter som Pop & Oak, Lil Ronnie, Chuck Harmony, The Stereotypes och Polow da Don genererade ett "traditionellt" samtida R&B-album. Tamias långvariga äktenskap med Grant Hill blev huvudinspirationen till många av albumets låttexter som utforskar olika aspekter av relationer och även ämnen som monogami, tillit, tacksamhet och sex. 
Vid utgivningen mottog Love Life övervägande positiv kritik från professionella musikjournalister vilket gav ett genomsnittligt betyg på 79 av 100 från webbplatsen Metacritic. Albumet gick in på plats 27 på amerikanska albumlistan Billboard 200 med en förstaveckasförsäljning på 16 000 exemplar. Den blev hennes hittills högsta notering på förgreningslistan Top R&B/Hip-Hop Albums där den nådde andraplatsen. Albumutgivningen föregicks av huvudsingeln "Sandwich and a Soda" som släpptes i februari 2015 och nådde topp-tjugo på Adult R&B Songs senare samma år. Albumspåret "Stuck with Me" hade premiär i maj 2015 som en som albumets andra singel. "Love Falls Over Me" gavs ut som albumets tredje singel 4 november 2015.

## Bakgrund
I början av 2000-talet hade den kanadensiska sångaren Tamia stora framgångar på sitt dåvarande skivbolag Elektra Entertainment Group och tilldelades ett guldcertifikat för studioalbumet A Nu Day av RIAA. När bolaget fusionerades med Atlantic Records 2005 valde hon dock att avböja en fortsättning på sitt skivkontrakt. Istället grundade hon sitt eget bolag Plus 1 Music Group och meddelade att hennes önskan att kunna ta "kreativ kontroll" var huvudorsaken bakom beslutet. Tamia gav därefter ut studioalbumen Between Friends (2006) och Beautiful Surprise (2012) som indieartist. Projekten mottog positiv kritik från musikjournalister och Beautiful Surprise tilldelades två Grammy Award-nomineringar. I augusti 2014 meddelade Billboard att Tamia skrivit på för skivbolaget Def Jam och planerade att ge ut ett album på ett större skivbolag för första gången på tio år.

## Inspelning

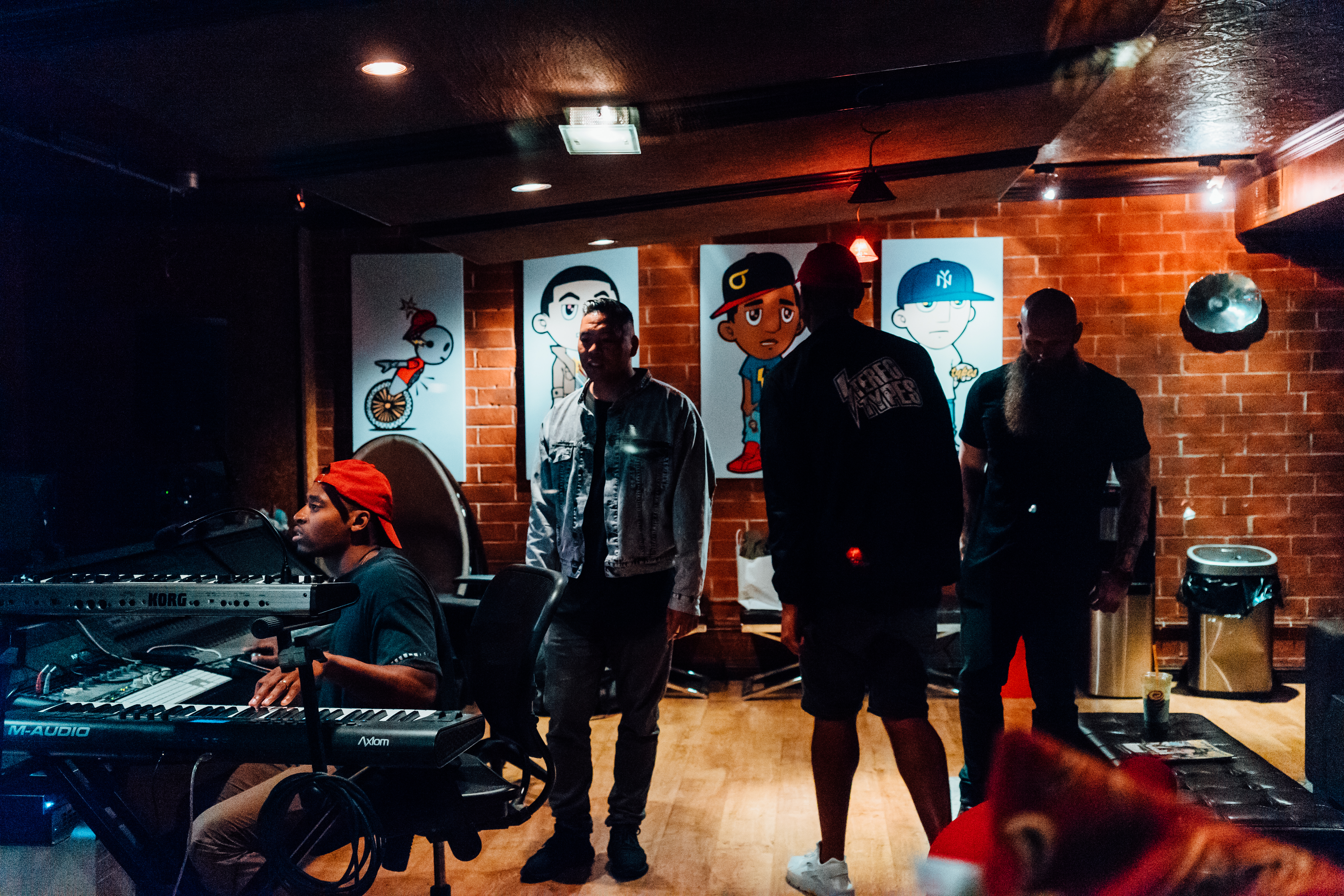
Tamia återförenades med The Stereotypes inför skapandet av Love Life.

Love Life färdigställdes på tio dagar. Tamia hyrde inspelningsstudios i Atlanta, Georgia där hon använde två studios samtidigt. Hon bokade möten med flera musikproducenter som The Stereotypes, Chuck Harmony, Polow da Don och Lil Ronnie och arbetade på material med dem separat i olika rum. Arbetet på låttexter skedde ofta spontant och teamen spelade bara in låtarna om de på allvar tänkt inkluderas på albumet. Till en början oroade sig Tamia över den korta arbetsprocessen men kände sig senare lugnare över beslutet när hennes make påminde henne om att rapparen Jay-Z hade använt sig av liknande samarbetsmetoder när han på en helg spelade in sitt kritikerrosade album The Blueprint (2001).
"Jag tror att det är viktigt att du växer som artist. Det är meningen att det ska låta mera progressivt. Flera år har gått och både jag och min röst har mognat mera."
Love Life var ett steg bort från Tamias två tidigare indieprojekt och hon jobbade med ett större antal av kända musikproducenter, däribland Warren Felder och Andrew Wansel, kända som duon Pop & Oak samt tidigare samarbetspartners som Christopher "Tricky" Stewart och The-Dream som bidrog med två låtar var till albumet. När Tamia berättade om inspelningen av Love Life en tid senare sa hon i en intervju: "När jag kände att vi var klara sa jag typ: 'Jag tror det här projektet är klart'. Jag kunde ha spelat in ytterligare 15 låtar men albumet kändes klart. Det kändes konstigt att säga så efter tio dagar." Om att samarbeta med ett stort bolag igen sa Tamia: "Jag ser på skivbolag som en rik morbror. Men dom [Def Jam] har varit toppen och låtit mig göra min egen grej."

## Utgivning och marknadsföring
I augusti 2014 meddelade Tamia att hon planerade att ge ut sitt då ännu ej namngivna sjätte studioalbum våren 2015. I februari 2015 hade utgivningen flyttats fram till juni 2015.

## Singlar
"Sandwich and a Soda" gavs ut som projektets huvudsingel. Låten möjliggjordes för digital nedladdning och skickades till amerikanska radiostationer (Urban AC) 24 februari 2015. Den producerades av Pop & Oak och blev en artistisk stiländring för Tamia. Vid utgivningen mottog låten positiv kritik från professionella musikjournalister som prisade den nya musikaliska inriktningen och beskrev kompositionen som "sensuell" och "fräsch". Musikvideon till "Sandwich and a Soda" regisserades av Ryan Pallotta och hade premiär på Tamias officiella VEVO-kanal 17 april 2015. "Stuck with Me" som producerades av Polow Da Don släpptes för digital nedladdning 6 maj 2015.

## Mottagande
Enligt Metacritic, en webbplats som räknar ut genomsnittliga betyg från professionella recensioner på en skala från ett till 100, gavs albumet betyget 79, vilket indikerar "generellt positiv kritik". Reportern Gerrick D. Kennedy från tidskriften Los Angeles Times klargjorde att Love Life var "mogen, väloljad R&B när den är som bäst". Han ansåg att albumet inte "kom med något nytt" och inte heller var särskilt "experimentellt" utan handlade om "bekvämlighet, och det finns inget mera bekvämt än bekanta territorier". Ben Ratliff skrev liknande i sin recension för New York Times och konstaterade att "förnyelse bara är spännande om det finns något att förnya. En skiva som denna – med vuxna passioner och giltiga känslor, medryckande pianoslingor, skira slow jams och extrema mainstream-ballader – upprätthåller traditionen." Han avslutade: "Det finns ett behov av album som Love Life och särskilt för album av Tamia vars underskattat livsberikande röst återvänder. Sångarens personlighet är av största betydelse."
Andy Kellman från Allmusic gav Love Life fyra av fem stjärnor i betyg. Han tyckte att "Tamia låter investerad utan att göra för mycket. Hon försöker inte nå lika höga toner som Deniece Williams och några andra kan, men hon lyckas förmedla känslorna. Det är en fin finish på hennes bästa album hittills." Clover Hope från Billboard ansåg att Love Life var som bäst när "takterna blir till mjuka smekningar och Tamias röst svävar av djupa utandningar. När sega, förutsägbara ballader hotar att förstöra stämningen är det stunder av denna hetta som bevarar fräschheten. Som ode till giftermål är det här albumet både övertygande och förvånansvärt kokett."

## Kommersiell prestation
27 juni 2015 gick Love Life in på plats 27 på amerikanska albumlistan Billboard 200. Från utgivningsdatumet fram till 14 juni hade albumet sålts i 16 000 exemplar vilket var 22% mer än förstaveckasförsäljningen av föregångaren Beautiful Surprise i början av september 2012. Love Life blev hennes hittills högsta notering på förgreningslistan Top R&B/Hip-Hop Albums där den nådde andraplatsen och hennes femte topp-tio album på den listan.

## Låtlista
| 1.           | "Love Falls Over Me"  | Tamia Hill, Warren Felder, Andrew Wansel, Alicia Renee Williams                                   | Pop & Oak                              | 3:31  |
| 2.           | "Chaise Lounge"       | Tamia Hill, Brandon Alexander, Ronnie Jackson, Alicia Renee Williams                              | Lil Ronnie, Brandon "B.A.M." Alexander | 3:44  |
| 3.           | "Sandwich and a Soda" | Alicia Renee Williams, Andrew Wansel, Warren Felder, Tamia Hill, Autoro Whitfield, Stephen Mostyn | Pop & Oak                              | 3:14  |
| 4.           | "Nowhere"             | Terius Nash, Christopher Stewart                                                                  | Godz of Analog                         | 3:50  |
| 5.           | "Lipstick"            | Jaramye Daniels, Charles Harmon, Claude Kelly                                                     | Chuck Harmony                          | 4:57  |
| 6.           | "Special"             | Terius Nash, Christopher Stewart                                                                  | Godz of Analog                         | 4:49  |
| 7.           | "Like You Do"         | Tamia Hill, Ronnie Jackson, Alicia Renee Williams                                                 | Lil Ronnie                             | 4:12  |
| 8.           | "Stuck with Me"       | Jamal Jones                                                                                       | Polow da Don                           | 3:21  |
| 9.           | "No Lie"              | Tamia Hill, Claude Kelly, Ray McCullogh, Jeremy Reeves, Ray Romulus, Jonathan Yip                 | The Stereotypes                        | 3:37  |
| 10.          | "Day One"             | Tamia Hill, Claude Kelly, John Lardieri                                                           | John "Johnny BLK" Lardieri             | 3:49  |
| 11.          | "Black Butterfly"     | Barry Mann, Cynthia Weil                                                                          | Shep Crawford                          | 4:11  |
| Total längd: | Total längd:          | Total längd:                                                                                      | Total längd:                           | 43:47 |

| 12.          | "You Give Me Something" | Tamia Hill, Dillon Pace, Jenna Andrews, Rory Andrew  | Outer Earth  | 3:08  |
| 13.          | "Rise"                  | Tamia Hill, Dillion Pace, Jenna Andrews, Rory Andrew | Outer Earth  | 3:27  |
| Total längd: | Total längd:            | Total längd:                                         | Total längd: | 50:22 |

## Medverkande
Information hämtad från Barnes & Noble
Framföranden
- Tamia – huvudsång, bakgrundssång
- Shep Crawford – keyboards
- Patrick "Guitarboy" Hayes – gitarr, stränginstrument
- Lemar Carter – trummor
- Sheri Hauck – bakgrundssång
- Dimitrius Collins – gitarr
- Philip "Prince" Lynah Jr. – bas

Tekniskt
- Barry Mann – kompositör
- Chris Gehringer – mastering
- Tamia – kompositör
- Cynthia Weil – kompositör
- Christopher "Tricky" Stewart – kompositör, programmering, producent
- Brandon Alexander – kompositör, producent, instrument (ospecificerade)
- Shep Crawford – producent
- Jamal Jones – kompositör
- Rob Cohen – sångtekniker
- Dawud West – art direction
- Bart Schoudel – ljudtekniker, sångproducent
- The Stereotypes – producent
- Ronnie Jackson – kompositör, sångproducent, instrument (ospecificerade)
- Lil Ronnie – producent
- Tai Linzie – albumomslag
- Claude Kelly – kompositör
- Mark "Exit" Goodchild – ljudtekniker
- Jeff Edwards – ljudtekniker
- Warren "Oak" Felder – kompositör
- Chuck Harmony – producent
- Phillip Scott III – trumprogrammering
- Charles Harmon – producent
- Jeremy Reeves – producent
- Ray Romulus – kompositör
- Jonathan Yip – kompositör
- Terius "The-Dream" Nash – kompositör, programmering, producent
- Andrew "Pop" Wansel – kompositör, producent
- Eddie Smith III – programmering
- Ken Oriole – ljudtekniker
- John Lardieri – kompositör, producent
- Oakwud – producent
- Autoro "Toro" Whitfield – kompositör, producent
- Kyle Kashiwagi – ljudtekniker
- Jaramye Daniels – kompositör
- Brian Anzel – ljudtekniker
- Mario "Rio" Moore – ljudtekniker
- Alicia Renee Williams – kompositör
- Stephen Mostyn – kompositör, producent
- Godz of Analog – producent
- Ray McCullogh – kompositör
- Matt Burnette-Lemon – albumomslag, albumdesign
- Ace Nicklutz – ljudtekniker

## Topplistor
| Lista (2015)                           | Högsta listplacering |
| -------------------------------------- | -------------------- |
| USA Billboard 200                      | 27                   |
| USA Top R&B/Hip-Hop Albums (Billboard) | 2                    |
| USA R&B Albums (Billboard)             | 1                    |